# Josefsbergseilbahn

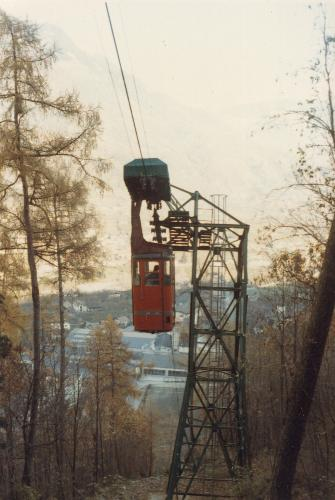
Selbstfahrende Kabine der Josefsbergseilbahn in Algund (Südtirol). Einzelantrieb durch Motor oben.

Die Josefsbergseilbahn war eine 1979 von der Firma Hans Trojer erbaute Luftseilbahn in Forst/Algund bei Meran. Sie führte zum dortigen Josefsberg. Die Josefsbergseilbahn, die einen Sessellift ersetzte, war eine der wenigen selbstfahrenden Personen-Luftseilbahnen der Welt. Der Antrieb erfolgte mit Hilfe eines luftgekühlten VW-Verbrennungsmotors, der sich über der Kabine befand. Das Antriebskonzept war patentiert. Ein einzelner Fahrgast konnte die Bahn alleine in Betrieb nehmen und nutzen.
Die Bahn war privat, also nicht im öffentlichen Betrieb. Sie wurde Ende der 1990er Jahre abgebaut. Heute ist, wenn auch etwas verwachsen, noch die Betonstruktur der Talstation sichtbar.